# Варкала
Варкала (англ. Varkala, малаял. വര്‍ക്കല) — місто в індійському штаті Керала, в окрузі Тируванантапурам. Важливий туристичний центр.

## Географія та клімат

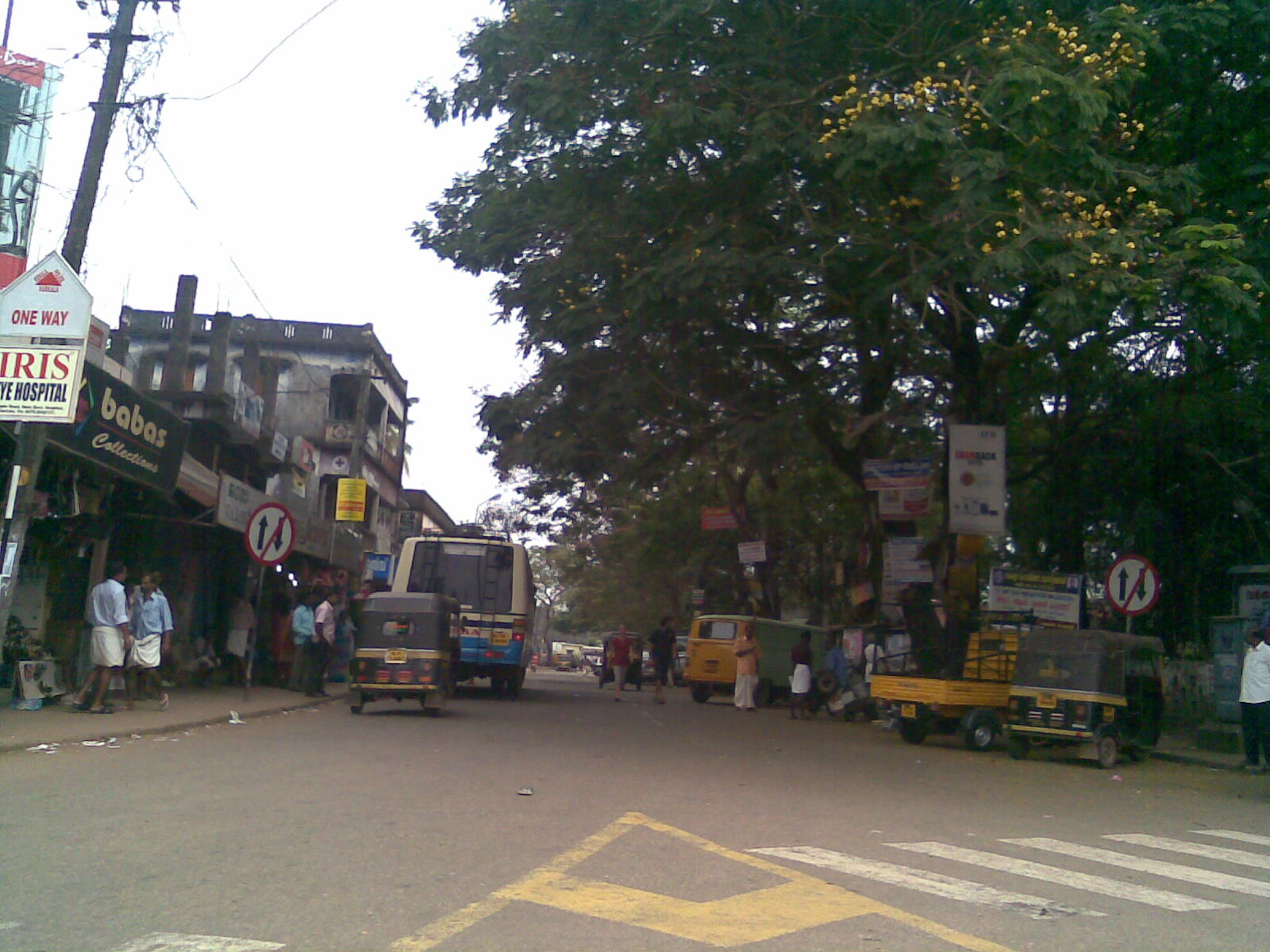
вулиця міста

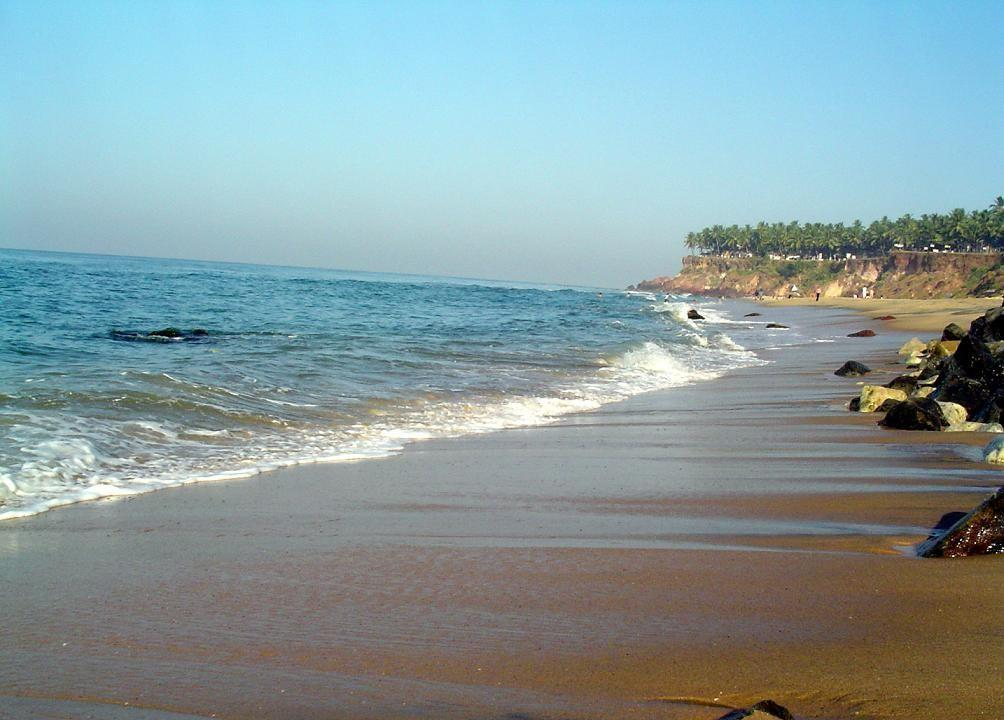
Пляж із коричневим піском

Розташоване приблизно у 50 кілометрах на північний-захід від міста Трівандрум, 37 км на південний схід від міста Коллам та за 180 км від Кочін. Висота міста над рівнем моря складає 0 м.
Клімат міста можна охарактеризувати як тропічний клімат із сухою зимою та дощовим літом. Середня річна температура складає 26,8 °C. Річна норма опадів — близько 2256 мм (найбільш посушливий місяць — січень, з нормою опадів 19 мм, а найбільш вологий — червень, з нормою 457 мм). Найтепліший місяць — квітень, середня температура якого становить 28,6 °C. Найпрохолодніший місяць — червень, із середньою температурою 25,9 °C. Таким чином, різниця між середніми температурами найтеплішого та найпрохолоднішого місяців становить лише 2,7 °C.

## Населення
За даними перепису 2001 року населення Варкали складає 42 273 людини. Частка чоловіків — 49 %, жінок — 51 %. Середній рівень грамотності — 88 % (92 % чоловіків та 85 % жінок). Частка дітей віком менше 6 років — 11 %.

## Транспорт
Авіа

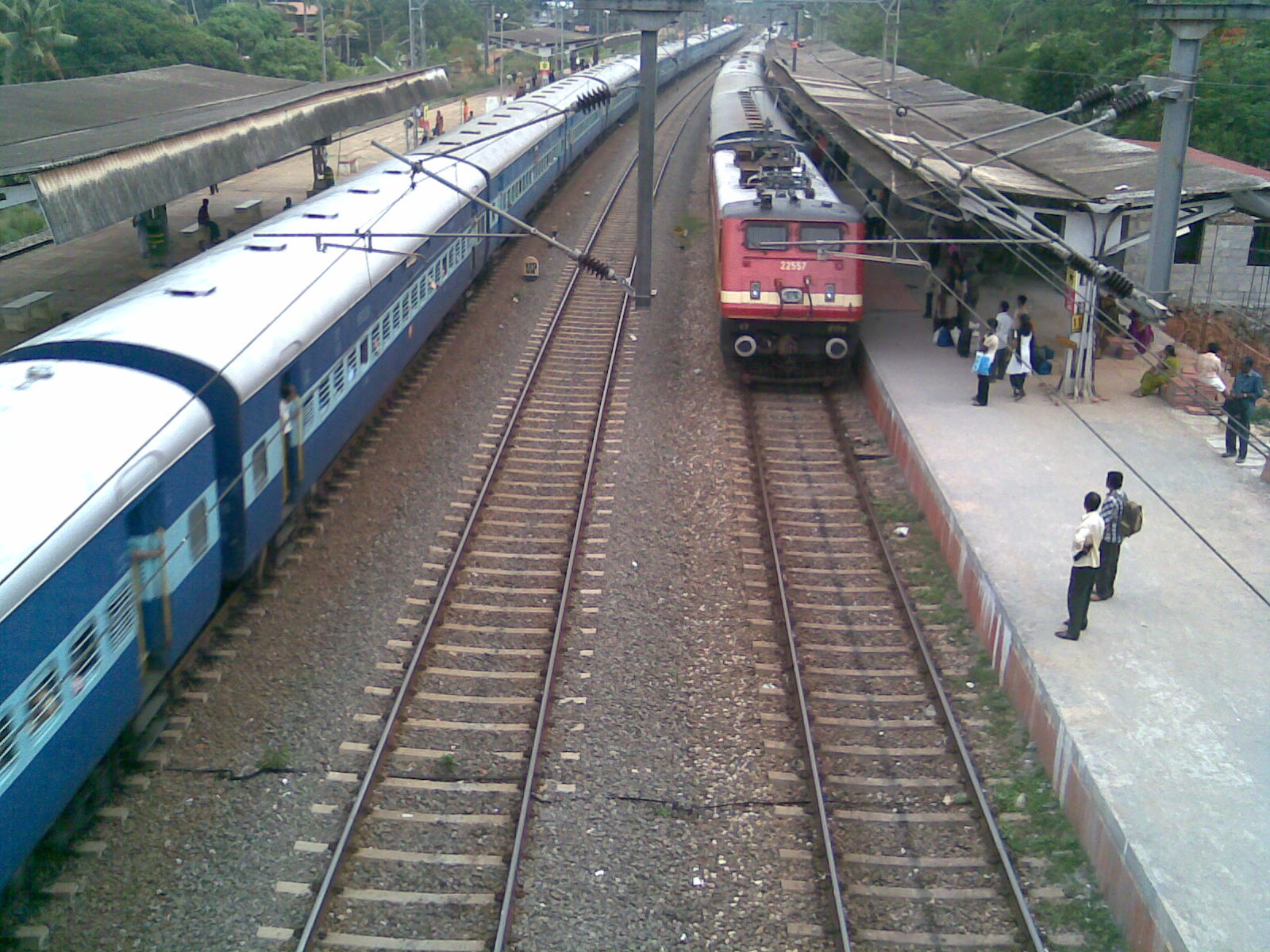
Станція

Найближчий аеропорт знаходиться в місті Трівандрум (55 км).
Залізниця
У місті розташована досить велика залізнична станція Варкала Шиваґірі (Varkala Sivagiri). Станція має добре та регулярне сполучення з центральною станцією столиці Thiruvananthapuram Central та багатьма головними містами Індії.
Автомобільні шляхи
Варкала знаходиться на відстані 11 кілометрів від Національної дороги 66 (National Highway 66). Приватні автобуси та автобуси KSRTC також проїжджають через NH 66 та Варкалу. Дорога 64 штату Керала починається у Варкалі і закінчується у Мадатарі. Довжина дороги – 45 кілометрів.  

## Туризм
Туризм почав розвиватися на Варкальському пляжі (Папанасам), який раніше був відомий завдяки Vavu Beli – індуїстському обряду, який здійснювався на пляжі. Інший пляж Тірувамбаді розташований у кілометрі від Папанасам та по дорозі до старого палацу. Ще однією пам'яткою, яка знаходиться поряд з Варкалою є острів Понумтуруту (Ponnumthuruthu).
Містечко є одним із основних центрів йоги та аюрведи у Південній Індії.